# Papa Hormisdes
Hormisdes (Frosinone? - Roma 523) va ser papa de l'Església Catòlica entre el 514 i el 523.
Va ser escollit papa el 20 de juliol de l'any 514. Abans de ser ordenat sacerdot va estar casat, essent el pare del futur papa Siveri I.
L'any 525 va encarregar a Dionís l'Exigu, un astrònom abat d'un monestir romà, establir com any primer de l'era cristiana, el del naixement de Jesús. Dionís va calcular la data a partir del Cicle metònic en correspondència a la Pàsqua amb lluna plena, i va calcular 7 cops 4 cicles, 532 anys, que va fer quadrar amb el següent cicle de pasqua al cap de 7 anys, de manera que va establir que l'any zero seria 525 anys abans del llavors present, establint que Jesús va néixer l'any 753 a.u.c (des de la fundació de Roma), quan va haver de succeir cap al 748 a.u.c.
Durant el seu pontificat, Benet de Núrsia va fundar l'orde dels Benedictins i la cèlebre abadia de Montecassino, destruïda el 1944 per un bombardeig. Va establir que els bisbats no fossin atorgats per privilegis.
Va morir a Roma el 6 d'agost de 523.